# 道上美璃
道上 美璃（どうじょう みり）は、NHKのアナウンサー。

## 人物
福井県福井市出身。福井大学教育地域科学部附属小学校卒業。福井大学教育地域科学部附属中学校卒業。福井県立藤島高等学校卒業。早稲田大学政治経済学部
卒業後、2020年にNHKに入局。初任地は宮崎放送局。2024年4月に福岡放送局へ異動。

## 嗜好・挿話
- 幼少時にバレエのレッスンに通っていた[10][11][注 1]。
- 『月刊ウララ』（2019年4月号）の表紙を務めた[12]。

## 現在の担当番組
- ロクいち!福岡（2024年4月1日 - ） - キャスター（隔週担当[9][13][注 2]）
- ニュース845福岡[注 3]
- あさイチ（2025年5月20日 - ） - 九州沖縄地域中継リポーター[14]
- 福岡県・九州沖縄のニュース
- ラジオニュース（九州沖縄、R1・FM）の泊まり勤務担当[注 4]
- はっけんラジオ[注 5]
- ニュース645福岡（不定期）

## 過去の担当番組

### 宮崎放送局時代（2020年度 - 2023年度）
- どーも、NHK（2020年6月7日） - 新人お披露目[15]
- 宮崎県のニュース
- インタビューここから（2021年2月11日「ノーベル化学賞受賞　吉野彰」） - 取材・制作[16]
- NHKニュース イブニング宮崎（2021年3月29日 - 2022年4月1日） - キャスター
- みやざき熱時間スペシャル（2021年6月11日「『切れた堤防』から考える防災」） - MC [17]
- 国文祭・芸文祭みやざき2020 開会式（2021年7月3日） - 総合司会（松田丈志・滑川和男と共に）[18]
- 令和3年7月豪雨関連ニュース（2021年7月10日）
- ニュース845福岡（2021年10月6日、2022年6月1日） - 応援派遣要員
- あさイチ（2021年11月25日「みんなでシェア旅 宮崎県」） - リポーター
- はっけんTV - 「宮崎ふれあわない旅」[19]（2021年12月24日） - 福岡局より
- ウイークエンド関西（2021年12月25日、西日本の旅「備長炭の里を訪ねて 美郷町・北郷」） - 取材・ナレーター
- NHKのど自慢〜おうちでパフォーマンス〜[20]（2022年1月30日）- 高千穂町の名所をバレエのパフォーマンスで紹介[21]
- 福岡県・正午のニュース（2022年2月28日 - 2022年3月2日） - 応援派遣要員
- ロクいち!福岡（2022年2月28日 - 2022年3月2日） - 野口葵衣の代理キャスター（応援派遣要員）
- サタデーウオッチ9（2022年7月16日、推しプレ!「宮崎ギョーザ」） - プレゼンター
- 第104回全国高等学校野球選手権宮崎大会
  - 準決勝（2022年7月25日） - テレビ実況
- NHKニュースおはよう日本
  - おはSPO（西阪太志の代理キャスター）（2022年9月3日、9月4日）
- FIFAワールドカップ2022 - スタジオ進行
  - 準決勝「フランス」対「モロッコ」（2022年12月15日） - 小宮山晃義とともに
- プラスみやざき
  - クラシック「秘境に伝わる幻のごちそうを探せ! 〜椎葉村〜」（2023年1月13日） - キャスター
  - 「宮崎を照らす太陽に ～新球団・サンシャインズ～」（2023年4月14日） - キャスター
- てげビビ!（2023年3月27日 - 2024年3月22日） - メインキャスター
- 大雨関連特設ニュース（2023年7月3日） - 宮崎放送局より宮崎県内の災害状況を伝えた（全国放送）
- 第105回全国高等学校野球選手権宮崎大会 - テレビ実況
  - 準決勝第1試合（2022年7月23日）
  - 決勝（2022年7月25日）
- ニュースウオッチ9（2023年10月2日 - 10月6日）- フィールドリポーター

- NHKジャーナル - ジャーナル地域発（ラジオ第1）
  - 「“コロナ禍で避難所に入れない”を防ぐ秘策」（2020年11月17日）
  - 「宮崎市はいかにして餃子日本一になったのか」（2022年2月22日）
- 第103回全国高等学校野球選手権宮崎大会 準決勝（2021年7月26日） - ラジオ実況
- ラジオ深夜便 明日へのことば（2021年8月17日） - 取材・制作・インタビュー[22]
- ラジオニュース（九州沖縄、R1・FM）の泊まり勤務担当（2021年10月7日 - 8日、2022年6月2日 - 3日） - 応援派遣要員[注 6]
- はっけんラジオ - 福岡局より
  - 「健康講座・薬でお腹がいっぱい!?」（2021年10月6日）
  - はっけんラジオスペシャル「～あなたの“門出”の音はなんですか?～」（2022年3月12日） - リポーター（宮崎発）
  - 「健康講座・夏体臭を防ぐ」（2022年6月1日）
- 第149回九州地区高等学校野球大会宮崎県予選 - ラジオ実況
  - 準決勝（2021年10月16日） - ラジオ実況
  - 決勝（2021年10月18日） - ラジオ実況
- 第104回全国高等学校野球選手権宮崎大会
  - 決勝（2022年7月27日） - ラジオ実況
- FMシアター「HOME　～宮崎の中の故郷(オキナワ)～」（NHK-FM、2022年8月22日）
- 第151回九州地区高等学校野球大会宮崎県予選 - ラジオ実況
  - 準決勝（2022年10月8日）
  - 決勝（2022年10月10日）

- 第104回全国高等学校野球選手権大会中継（2022年8月、総合･Eテレ／R1） - アルプススタンドリポート[注 7]
- 第105回全国高等学校野球選手権記念大会（2023年8月7日・10日・11日） - アルプススタンドリポート[注 8]
- コールサインアナウンス（テレビ、ラジオともに担当）

### 福岡放送局時代（2024年度 - ）
- 第106回全国高等学校野球選手権大会（2024年8月7日） - 開会式実況
- NHKニュースおはよう日本 5時台キャスター（是永千恵の休暇に伴う大谷舞風の代理キャスター）（2024年11月5日 - 11月8日）
- 放送100年 地域特集「ラジオドラマで伝える 福岡のアナウンサーと戦争」（2025年3月29日・九州沖縄地方）
- 放送100年 福岡発ラジオドラマ「JOLK～戦時下を生きたアナウンサーたち～」（2025年3月29日・九州沖縄地方）
- とっておき北九州 よみがえれ 修験の道 〜英彦山 山伏の挑戦〜（2025年4月18日・北九州筑豊地方） - 語り
- あさイチ（2025年5月29日「愛でたいnippon 福岡」） - スタジオリポーター・志田彩良とのロケ